# Коутс (Миннесота)
Ко́утс (англ. Coates) — город в округе Дакота, штат Миннесота, США. На площади 3,6 км² (3,6 км² — суша, водоёмов нет), согласно оценке 2019 года, проживают 156 человек. Плотность населения составляет 43,7 чел./км².
- Телефонный код города — 651
- FIPS-код города — 27-12376[3]
- GNIS-идентификатор — 0641366[4]